# Jean Lojkine
Pour les articles homonymes, voir Lojkine.
 (avril 2024).
La mise en forme du texte ne suit pas les recommandations de Wikipédia : il faut le « wikifier ».
Les points d'amélioration suivants sont les cas les plus fréquents. Le détail des points à revoir est peut-être précisé sur la page de discussion.
- Les titres sont pré-formatés par le logiciel. Ils ne sont ni en capitales, ni en gras.
- Le texte ne doit pas être écrit en capitales (les noms de famille non plus), ni en gras, ni en italique, ni en « petit »…
- Le gras n'est utilisé que pour surligner le titre de l'article dans l'introduction, une seule fois.
- L'italique est rarement utilisé : mots en langue étrangère, titres d'œuvres, noms de bateaux, etc.
- Les citations ne sont pas en italique mais en corps de texte normal. Elles sont entourées par des guillemets français : « et ».
- Les listes à puces sont à éviter, des paragraphes rédigés étant largement préférés. Les tableaux sont à réserver à la présentation de données structurées (résultats, etc.).
- Les appels de note de bas de page (petits chiffres en exposant, introduits par l'outil «  Source ») sont à placer entre la fin de phrase et le point final[comme ça].
- Les liens internes (vers d'autres articles de Wikipédia) sont à choisir avec parcimonie. Créez des liens vers des articles approfondissant le sujet. Les termes génériques sans rapport avec le sujet sont à éviter, ainsi que les répétitions de liens vers un même terme.
- Les liens externes sont à placer uniquement dans une section « Liens externes », à la fin de l'article. Ces liens sont à choisir avec parcimonie suivant les règles définies. Si un lien sert de source à l'article, son insertion dans le texte est à faire par les notes de bas de page.
- La présentation des références doit suivre les conventions bibliographiques. Il est recommandé d'utiliser les modèles {{Ouvrage}}, {{Chapitre}}, {{Article}}, {{Lien web}} et/ou {{Bibliographie}}. Le mode d'édition visuel peut mettre en forme automatiquement les références.
- Insérer une infobox (cadre d'informations à droite) n'est pas obligatoire pour parachever la mise en page.

Pour une aide détaillée, merci de consulter Aide:Wikification.
Si vous pensez que ces points ont été résolus, vous pouvez retirer ce bandeau et améliorer la mise en forme d'un autre article.
Jean Lojkine, né le 23 septembre 1939 à Rambouillet et mort le 30 novembre 2022 au Kremlin-Bicêtre, est un sociologue français. Directeur de recherche émérite au CNRS, il est en particulier connu pour ses contributions à la sociologie urbaine et pour ses analyses des classes sociales.

## Biographie
Le père de Jean Lojkine, Vladimir, est d’origine russe tandis que sa mère, Stéphanie, est une immigrée polonaise. Après être passé par les classes préparatoires du lycée Louis-le-Grand, il suit un cursus de philosophie à la Sorbonne et passe l’agrégation de philosophie en 1964. Nommé professeur à Rouen il enseigne la philosophie pendant plusieurs années. 
Parallèlement il entame des recherches en sociologie : il intègre le CNRS d’abord en tant que membre du Laboratoire de sociologie industrielle de l’École pratique des hautes études qui devient peu après son arrivée le Centre d’étude des mouvements sociaux. En 1975, il soutient à l’université Paris 5 et sous la direction d’Alain Touraine une thèse de doctorat d’État intitulée L'État et l'urbain : contribution à une analyse sociologique des politiques urbaines dans les pays capitalistes développés. Il encadre dans les années suivantes une douzaine de thèses de 3e cycle.
L’inclination marxiste de ses recherches est indissociable de ses engagements politiques communistes même si, selon Louis Quéré, « on ne peut […] pas lui reprocher d’avoir cédé à une conception militante de la recherche sociologique ». Membre du Parti communiste français durant de longues années, il écrit régulièrement dans les revues intellectuelles publiées sous l’égide du PCF (notamment La Pensée) et participe aux commissions thématiques internes du parti. Il est en particulier associé à la section économique du PCF où il collabore avec Paul Boccara. Il participe entre autres à la fondation en 1978 de la revue Issues. Cahiers de recherche d’Économie & Politique (dirigée par Paul Boccara), et contribue régulièrement aux activités de la Fondation Gabriel Péri depuis sa création.
Ses travaux ont fait l’objet d’une réception internationale, en particulier au Royaume-Uni et en Amérique latine.
Jean Lojkine a été marié à Monique Morelec-Lojkine, spécialiste de littérature anglaise. Il est le père de Stéphane Lojkine (professeur de littérature) et Boris Lojkine (réalisateur).

## Contributions à la sociologie

### La sociologie urbaine marxiste
Il participe à l’essor de la recherche urbaine en France entre la fin des années 1960 et le début des années 1970, un essor favorisé par la multiplication des contrats de financement offerts par les administrations publiques. Au sein de cette vague de travaux, il contribue, notamment avec Manuel Castells, Edmond Préteceille ou Christian Topalov, au développement d’une sociologie urbaine marxiste : 
« Les travaux se multiplient, combinant revendications théoriques fortes et enquêtes de terrain ; les rapports de recherche s’accumulent, une très petite partie d’entre eux aboutissant à des formes de publication visibles. Parmi celles-ci, la revue Espaces et Sociétés, lancée en 1970 et dirigée d’abord par Lefebvre – et la collection "La Recherche urbaine", pilotée par Castells à l’École des hautes études, qui publie quatorze titres entre 1972 et 1978 ». 
Jean Lojkine contribue en effet à la revue Espaces et sociétés (notamment aux deux premiers numéros,,) et publie deux des premiers volumes de la collection « La recherche urbaine »,. Ce pan de ses recherches aboutit, deux ans après la soutenance de sa thèse de doctorat d’État, à la publication d’un ouvrage de synthèse sur Le marxisme, l’État et la question urbaine publiée aux PUF en 1977, et traduit en anglais, en espagnol et en portugais.

### Les transformations des classes sociales et des luttes sociales face à la révolution informationnelle
Les années 1980 voient une réorientation du travail de Jean Lojkine. Ce dernier suit une trajectoire commune à une partie de ceux ayant œuvré au développement de la sociologie urbaine marxiste qui, selon les mots de l’un d’entre eux, Edmond Préteceille, « sont passés de l'étude des rapports économiques urbains à celle de la division du travail dans l'entreprise, ou qui ont glissé de la sociologie urbaine à la sociologie de la classe ouvrière ». Cette reconversion thématique ne le fait pas pour autant renoncer « à donner une dimension critique à son travail sociologique, c’est-à-dire à le mettre au service d’un projet de transformation sociale et politique ».
Il s’intéresse alors aux mutations de la classe ouvrière et à l’émergence de la catégorie des cadres. Jean Lojkine s’oppose à « l’idéologie de la "classe moyenne" » selon laquelle la classe ouvrière aurait disparu et avec elle le clivage de classe entre prolétaires et capitalistes. Contre cette idée, il défend l’appartenance commune des ouvriers et des cadres au salariat, distinguant au sein de celui-ci un « pôle cadre » et un « pôle ouvrier ». Il consacre ses travaux à étudier les transformations internes du salariat (passage d’une bipolarité à une archipelisation) et ses effets sur l’action collective, dans la sphère professionnelle et dans la sphère politique.
Il s’intéresse en particulier aux transformations du salariat (notamment de son pôle « cadres ») face à l’essor des nouveaux moyens de communication. Il est en effet « parmi les premiers à se pencher sur la "révolution informationnelle", son impact sur les mutations du travail, sur les relations professionnelles, et sur les critères de gestion dans les entreprises et les administrations ». Cette réflexion, entamée dans les années 1980, donne lieu à la publication en 1992 de La révolution informationnelle et continue d’être approfondie dans les décennies suivantes, jusqu’à la parution en 2016 de La révolution informationnelle et les nouveaux mouvements sociaux. Comme l’indique ce dernier ouvrage, les mutations du salariat, en particulier face aux nouvelles technologies, sont toujours analysées à l’aune de leurs effets politiques, de leurs conséquences sur la formation (ou la dissolution) de solidarité au sein des classes sociales et sur la vigueur et les formes des luttes sociales contemporaines.

## Publications
- Jean Lojkine, Pour une théorie marxiste des idéologies, Paris, Centre d'étude et de recherche marxistes, 1969 [2e édition 1970]
- Jean Lojkine, La politique urbaine dans la région parisienne 1945-1971, Paris, Mouton, coll. « La recherche urbaine », 1972 [2e édition 1976]
- Jean Lojkine, La politique urbaine dans la région lyonnaise 1945-1972, Paris, Mouton, coll. « La recherche urbaine », 1974 [2e édition 1976]
- Jean Lojkine, Stratégies des grandes entreprises et politique urbaine. Le cas des banques et des assurances, Paris, Centre d'étude des mouvements sociaux, 1976.
- Jean Lojkine, L'État et l'urbain : contribution à une analyse sociologique des politiques urbaines dans les pays capitalistes développés, Thèse de doctorat d’État en lettres, Paris 5, sous la direction d’Alain Touraine, 2 vol., 1976
- Jean Lojkine, Le marxisme, l’État et la question urbaine, Paris, Presses universitaires de France, coll. « Sociologie d’aujourd’hui », 1977
  - Trad. espagnole : El Marxismo, el estado y la cuestión urbana, Mexico, Siglo XXI, 1979 [2e édition 1981, 3e édition 1986]
  - Trad italienne : Il marxismo lo Stato e la questione urbana, Milan, Franco Angeli, 1980
  - Trad. portugaise : O Estado capitalista e a questão urbana, São Paulo, Martins Fontes Editor, 1981
- Jean Lojkine, La classe ouvrière en mutations, Paris, Éditions sociales-Messidor, 1986
  - Trad. espagnole : La clase obrera, hoy, Mexico, Siglo XXI, 1988
  - Trad. portugaise : A Classe Operária Em Mutações, Belo Horizonte, Oficina de Livros, 1990
- Jean Lojkine, Les jeunes diplômés. Un groupe social en quête d'identité, Paris, Presses universitaires de France, coll. « Sociologie d’aujourd’hui », 1992
- Jean Lojkine, La révolution informationnelle, Paris, Presses universitaires de France, coll. « Sociologie d’aujourd’hui », 1992
  - Trad. portugaise : A revolução informacional. São Paulo, Cortez, 1995. (3e édition 2002)
- Jean Lojkine, Le tabou de la gestion. La culture syndicale entre contestation et proposition, Paris, Les éditions de l’atelier-les éditions ouvrières, 1996
  - Trad. portugaise : O tabu de gestão : a cultura sindical entre contestaçã e proposição, São Paulo, DP & A editora, 1999
- Jean Lojkine, Entreprise et société, Paris, Presses universitaires de France, coll. « Économie en liberté », 1998
- Jean Lojkine et Jean-Luc Malétras, La guerre du temps. Le travail en quête de mesure, Paris, L’Harmattan, coll. « Logiques sociales », 2002
- Jean Lojkine (dir.), Les sociologies critiques du capitalisme. En hommage à Pierre Bourdieu, Paris, Presses universitaires de France, coll. « Actuel Marx confrontation », 2002
- Jean Lojkine, L'adieu à la classe moyenne, Paris, La Dispute, 2005
- Jean Lojkine, Pierre Cours-Salies et Michel Vakaloulis (dir.), Nouvelles luttes de classes, Paris, Presses universitaires de France, coll. « Actuel Marx confrontation », 2006
- Jean Lojkine, La crise des deux socialismes. Leçons théoriques, leçons politiques, Paris, Le temps des cerises, 2009
- Jean Lojkine, Une autre façon de faire de la politique, Paris, Le temps des cerises, 2012
- Jean Lojkine, La révolution informationnelle et les nouveaux mouvements sociaux, Lormont, Le Bord de l’eau, coll. « L’économie encastrée », 2016